# Ogrtač
Ogrtač je vrsta odjeće koja se nosi preko drugih odjevnih predmeta i ima sličnu ulogu kao i kaput. Osim estetske uloge, ogrtač može služiti kao zaštita od hladnoće ili vjetra. Iako su bili najpopularniji između 18. i 20. stoljeću, prve vrste ogrtača, tada poznate kao himation, izrađeni su u staroj Grčkoj, u 8. stoljeću pr. Kr.